# Kamp Krusty
"Kamp Krusty" är det första avsnittet från säsong fyra av den animerade tv-serien Simpsons och sändes på Fox i USA den 24 september 1992. I avsnittet skickas barnen i Springfield till Kamp Krusty, ett sommarläger som drivs av clownen Krusty. I lägret råder slavliknade förhållanden och Bart ser till att det blir ett upplopp på lägret. Avsnittet skrevs av David M. Stern och regisserades av Mark Kirkland. Marcia Wallace gästskådespelar som Edna Krabappel.

## Handling
Bart och Lisa Simpson ska ha sommarlov och ska få åka till sommarlägret Kamp Krusty, som drivs av clownen Krusty. Homer har lovat barnen att få åka dit om de minst får ett C- i genomsnitt på betyget. Lisa klarar sig och får bara ett B i uppförande vilket upprör henne. Bart klarar det inte utan får D- i varje ämne och förfalskar då betyget så att det ser ut som han fått högsta betyg i allt. Homer inser att Bart fuskat men låter honom åka ändå. Då Bart och Lisa kommer till lägret upptäcker det att de inte kommer att få träffa Krusty på flera veckor som de var lovade utan istället kommer att vara med Mr. Black, Dolph, Jimbo och Kearney. Barnen får bo i stugor av usel kvalité, serveras välling och de tvingas arbeta med att göra plånböcker. 
Homer och Marge Simpson är ensamma hemma. Homer går ner i vikt och får fler hårstrån och de njuter av varandras sällskap. Bart lever på hoppet att Krusty ska komma och rädda dem men Lisa är skeptisk och skriver ett brev till deras föräldrar om hur det är på lägret. Men Homer och Marge tror inte på att lägret är så dåligt som hon skriver och hämta dem inte. Efter några dagar kommer faktiskt Krusty, men Bart ser direkt att det inte är den riktige Krusty, utan Barney Gumble som är utklädd till Krusty. Bart blir då upprörd och ser till att barnen startar ett upplopp och de tar över lägret. TV kommer till lägret för att rapportera om upploppet och då Homer ser det går han upp i vikt igen och tappar sitt nya hår. Krusty får reda på vad som hänt och åker till lägret för att få barnen att sluta med upploppet. Han berättar för dem att han skapade lägret då han behövde pengarna. Som kompensation för vad barnen har fått uppleva tar Krusty dem till Tijuana i Mexiko där de har några roliga dagar.

## Produktion
Idén att barnen skulle åka till ett läger som drivs av Krusty kom från David M. Stern. Animatörerna gillade idén eftersom alla hade besökt ett sommarläger som barn och tyckte att det skulle vara ett roligt avsnitt att rita. Författarna ansåg att det skulle vara roligt om relationen mellan Homer och Marge förbättrades medan barnen var borta. Utseendet för Bart och Lisas stuga gjordes av regissören, Mark Kirkland, som hade besökte ett pojkscoutläger som barn och baserade den på stugorna i det läger han då besökte. Kirkland trodde att Mr. Black skulle vara med i fler avsnitt men det blev inte så.
Efter James L. Brooks sett manuset föreslog han för författarna att manuset skulle bli en långfilm. Men manuset var för kort och de kom inte på fler idéer till avsnittet så de fortsatte att göra manuset till ett avsnitt. Avsnittet var den sista som animerades av Klasky Csupo, innan man bytte till Film Roman. Marcia Wallace gästskådespelar som Edna Krabappel.

## Kulturella referenser
Avsnittet är en referens till "Hello Muddah, Hello Fadduh (A Letter from Camp)". En låt som barnen sjunger på lägret är en parodi på Camp Runamuck. Låten om Kamp Krusty som barnen sjunger gjordes i en längre version som finns på The Yellow Album. Scenen där Lisa ger en flaska whisky till en man till häst som betalning för att leverera ett brev är en referens till Den franske löjtnantens kvinna. Vissa delar av avsnittet är referenser till  Flugornas herre. Scenerna då det är kaos i lägret och Krusty träffar Bart på lägret är en referens till Apocalypse. Scenen där Kearney slår på en trumma för att få barnen att arbeta är en referens till Ben-Hur. Under slutet spelas låten "South of the Border", dock inte av Frank Sinatra utan av en imitatör. Handlingen i avsnittet är också baserad på datorspelet Bart Simpson's Escape from Camp Deadly. Avsnittet innehåller också referenser till "The Butterfly Revolution".

## Mottagande
Avsnittet hamnade på plats 24 över mest sedda program under veckan med en nielsen ratings på 13.5, vilket ger 12,6 miljoner hushåll och var det mest sedda programmet på Fox under veckan. Warren Martyn och Adrian Wood har i boken I Can't Believe It's a Bigger and Better Updated Unofficial Simpsons Guide blandade åsikter om avsnittet. De skriver att det är lite förbryllande för icke-amerikaner som inte känner till sommarläger, men att det är ett bra avsnitt ändå. De anser att alla som arbetat på ett läger kan känna igen sig i avsnittet. Avsnittets referens till Ben-Hur placerades på plats 31 över bästa filmreferenserna i seriens historia från Nathan Ditum på Total Film.